# 2012년 상무 피닉스 야구단 시즌
2012년 상무 피닉스 야구단 시즌은 상무 피닉스 야구단이 KBO 퓨처스리그에 참가한 12번째 시즌이다. 박치왕 감독이 팀을 이끌었으며, 팀은 북부리그 5팀 중 경찰 야구단과 함께 공동 1위에 올라 2년 만에 다시 북부리그 1위를 탈환했으며, 전체 11팀 중 승률 공동 2위를 기록했다.

## 타이틀
- 볼넷: 백상원 (60)
- 최소 볼넷 허용: 유희관 (21)
- 북부리그 출장(투수): 김대우 (48)
- 북부리그 승률: 유희관 (0.786)
- 북부리그 이닝: 오현택 (129.2)

## 선수단
- 선발투수: 오현택, 유희관, 이범준, 배장호, 윤석주
- 구원투수: 윤기호, 배우열, 최현진, 이현승, 임현준, 김현우, 채선관, 정수봉, 김광, 박성호, 이원재
- 마무리투수: 김대우
- 포수: 박동원, 이희근
- 내야수: 백상원, 김강, 이창섭, 문선재, 김강석, 김진형, 김민준
- 외야수: 이영욱, 허승민, 김민하, 고종욱, 김정후, 박상규

## 여담
- 상무 피닉스 야구단이 성남 상무 야구장을 홈구장으로 사용한 마지막 시즌이다.

## 같이 보기
- 2013년 상무 피닉스 야구단 시즌